# ローズビル (ミシガン州)
ローズビル（英: Roseville）は、アメリカ合衆国ミシガン州ロウアー半島のセントクレア湖岸、マコーム郡に位置する都市。デトロイト都市圏に属している。人口は4万7710人（2020年）。1958年まではエリン郡区の一部だったが、エリン郡区は廃止され、現存しない。

## 歴史
1840年、移動郵便局でない郵便局がローズビルに初めて設立された。設立者のウィリアム・ローズは、米英戦争の退役兵だった父のデニソン・ローズの栄誉を称えてローズビル郵便局と名付けた。
ローズビルの村は1926年に法人化され、庁舎が1929年にグラシット・アベニューとマイアー道路に面して建設された。これは、1886年に11マイル道路とグラシット・アベニューの角近くに建てられていたエリン郡区の建物に代わるものだった。1929年の建物は村の管理事務所の他、警察署や消防署も入っていたが、1960年代に新たな警察署と消防署が別の地に建設された。市の管理事務所は1974年までその建物に残っていた。
1919年、ミシガン州初となる商業空港のパッカード飛行場が、グラシット・アベニューとフラゾー道路に面して開港された。1929年にグラシット空港と改名され、さらに後にハータング飛行場となった。1950年代、その場所にイーストゲイト・ショッピングセンターが建設された。
1936年、エリン・ローズビル図書館が村の管理事務棟の1室に設立された。この図書館は1960年代に独立館に移転し、さらに1974年、新築の市民センターに入居した。開館当時は月間450冊程度の貸出だったが、現在では月間約12500冊（年間約150000冊）の図書を貸出している。
1958年、ローズビル村とエリン郡区の残っていた部分がローズビル市として法人化された。
この地域としては初期のショッピングモールでマコーム・モールが1964年にオープンし、現在まで続いている。グラシット・アベニューとマソニック・アベニューの西にある。

## 地理
アメリカ合衆国国勢調査局に拠れば、市域全面積は9.86平方マイル (25.54 km2)であり、このうち陸地9.83平方マイル (25.46 km2)、水域は0.03平方マイル (0.08 km2)で水域率は0.31%である。

### 幹線道路
- 州間高速道路94号線}は、市の東縁に沿って南北に走っている。10マイル道路と1マイル道路の間にあり、セントクレアショアーズとの市境になっている。
- [州間高速道路696号線は、ローズビル市の中心部を東西に走っている
- ミシガン州道3号線は、グラシット・アベニューと呼ばれ（[ˈɡræʃɪt]、技師のチャールズ・グラシットにちなむ命名）、北東から南西に走り、市域をほぼ二分している。デトロイトからマウントクレメンスを通り、北に向かう。
- ミシガン州道97号線は、アレックス・グロースベック州知事にちなんでグロースベック・ハイウェイとも呼ばれ、ローズビル市の西縁に近い。デトロイトから北東に延び、マコーム郡北部とを高速に接続する、街区に対して斜めに延びた幅広い道路となっている。

#### 地方道
- 東西方向の交通は複数のマイル道路が使われる。南は10マイル道路がイーストポイント市（元イーストデトロイト）との市境に、北は14マイル道路が市境になっている。
- ユーティカ道路は重要な対角線接続路であり、市内を南東から北西に横切っている。グラシット・アベニュー（マーティン道路あるいは11.5マイル道路近く）に始まり、市の北側境である13マイル道路まで延び、そこからフレイザー市、クリントン郡区、スターリングハイツ、ユーティカ市とその先に続いている。

## 市政府
ローズビル市は、市政委員会・市マネジャー方式の政府形態を採っている。市の選挙では市政委員6人と、市長、事務官、財務官各1人を選出する。全て任期は4年間である。奇数年に選挙が行われ、2年毎に市政委員の半数が改選される。
ローズビル市はフレイザー市と共にミシガン州議会第39選挙区に属している。

## 人口動態

### 2010年国勢調査
以下は2010年の国勢調査による人口統計データである。
| 基礎データ - 人口: 47,299 人 - 世帯数: 19,553 世帯 - 家族数: 12,055 家族 - 人口密度: 1,857.8人/km2（4,811.7人/mi2） - 住居数: 21,260 軒 - 住居密度: 835.1軒/km2（2,162.8 軒/mi2） 人種別人口構成 - 白人: 83.1% - アフリカン・アメリカン: 11.8% - ネイティブ・アメリカン: 0.4% - アジア人: 1.61% - その他の人種: 0.4% - 混血: 2.6% - ヒスパニック・ラテン系: 2.0% | 年齢別人口構成 - 18歳未満: 23% - 18-24歳: 8.9% - 25-44歳: 28.3% - 45-64歳: 26.7% - 65歳以上: 13.1% - 年齢の中央値: 38歳 - 性比（女性100人あたり男性の人口） - 総人口: 93.8 世帯と家族（対世帯数） - 18歳未満の子供がいる: 30.9% - 結婚・同居している夫婦: 38.3% - 未婚・離婚・死別女性が世帯主: 17.4% - 非家族世帯: 38.3% - 単身世帯: 31.7% - 65歳以上の老人1人暮らし: 11.6% - 平均構成人数 - 世帯: 2.41人 - 家族: 3.03人 |

### 2000年国勢調査
以下は2000年の国勢調査による人口統計データである。
| 基礎データ - 人口: 48,129 人 - 世帯数: 19,976 世帯 - 家族数: 12,724 家族 - 人口密度: 1,894.3人/km2（4,905.6 人/mi2） - 住居数: 20,519 軒 - 住居密度: 807.6軒/km2（2,091.4 軒/mi2） 人種別人口構成 - 白人: 93.43% - アフリカン・アメリカン: 2.60% - ネイティブ・アメリカン: 0.42% - アジア人: 1.63% - 太平洋諸島系: 0.03% - その他の人種: 0.32% - 混血: 1.57% - ヒスパニック・ラテン系: 1.50% | 年齢別人口構成 - 18歳未満: 23.1% - 18-24歳: 8.2% - 25-44歳: 33.0% - 45-64歳: 20.2% - 65歳以上: 15.4% - 年齢の中央値: 36歳 - 性比（女性100人あたり男性の人口） - 総人口: 93.8 - 18歳以上: 90.1 世帯と家族（対世帯数） - 18歳未満の子供がいる: 28.6% - 結婚・同居している夫婦: 48.66.4% - 未婚・離婚・死別女性が世帯主: 12.7% - 非家族世帯: 36.3% - 単身世帯: 30.8% - 65歳以上の老人1人暮らし: 12.6% - 平均構成人数 - 世帯: 2.40人 - 家族: 3.02人 | 収入と家計 - 収入の中央値 - 世帯: 41,220米ドル - 家族: 49,244米ドル - 性別 - 男性: 40,113米ドル - 女性: 26,281米ドル - 人口1人あたり収入: 19,823米ドル - 貧困線以下 - 対人口: 7.9% - 対家族数: 6.1% - 18歳未満: 9.9% - 65歳以上: 5.8% |

## 教育
ローズビル市の公立学校は、ローズビル・コミュニティ教育学区とフレイザー公共教育学区が運営している。ローズビル・コミュニティ教育学区は小学校7校、中学校2校、高校1校が含まれている。フレイザー公共教育学区に入る学校でローズビル市内にあるのは小学校2校である。
チャータースクールのコーナー・クリーク・アカデミー・イーストがローズビル市内にある。

## 著名な出身者
- エルマー・アール・"ブッチ"・ハートマン4世、アニメーター、著作家、ディレクター、プロデューサー、イラストレーター、声優、テレビアニメの『T.U.F.F. Puppy』（エミー賞受賞）『Oops!フェアリーペアレンツ』シリーズ、『Danny Phantom』の制作でしられる。